# Räddningen
Räddningen (engelska: Trojan War) är en amerikansk långfilm från 1997 i regi av George Huang, med Will Friedle, Jennifer Love Hewitt, Marley Shelton och Danny Masterson i rollerna.
Den engelska titeln är Trojan War, där Trojan syftar på ett kondommärke i USA, och Friedles rollfigur hamnar i allehanda situationer när han försöker köpa kondomer.

## Rollista
| Will Friedle         | – Brad Kimble     |
| Jennifer Love Hewitt | – Leah Jones      |
| Marley Shelton       | – Brooke Kingsley |
| Danny Masterson      | – Seth            |
| Jason Marsden        | – Josh            |
| Eric Balfour         | – Kyle            |
| Jennie Kwan          | – Trish           |
| Charlotte Ayanna     | – Nina            |
| Lee Majors           | – Officer Austin  |
| John Finn            | – Ben Kimble      |
| Danny Trejo          | – Scarface        |